# Edi Hrnic
Edi Hrnic est un taekwondoïste danois né le 26 décembre 2003. Il est médaillé de bronze aux Jeux olympiques d'été de 2024.

## Carrière
Edi Hrnic est originaire d'une famille ayant fui la Bosnie-Herzégovine pour immigrer au Danemark. Il passe d'ailleurs plusieurs semaines chaque été en Bosnie-Herzégovine. Il grandit dans le quartier de Brøndbyvester à Brøndby. Victime de moqueries à l'école en raison de son physique, son père, un ancien basketteur de haut niveau dans sa jeunesse en Bosnie, décide de lui faire pratiquer un art martial pour se défendre. Sa mère n'accepte que le pratique du taekwondo, pour éviter les chocs à la tête dès le plus jeune âge, les coups à la tête n'étant autorisés qu'à partir de douze ans. Edi fait alors ses premiers pas en tant que taekwondoïste à l'âge de huit ans dans la ville d'Albertslund. Alors que ses parents s'occupent de ses sœurs jumelles en bas âge, son grand-père l'emmène à l'entraînement ou aux tournois. Trois jours après le treizième anniversaire d'Edi, son grand-père décède d'un cancer, et Hrnic arrête alors complètement le taekwondo pendant un mois, avant que l'envie de combattre ne reprenne le dessus.
En mai 2022, à l'âge de dix-huit ans, il remporte la médaille d'argent aux Championnats d'Europe, battu en finale par Simone Alessio.
Aux Jeux européens de 2023, il remporte le titre après sa victoire en finale face à Richard Ordemann, malgré une blessure à la cheville en quarts de finale qui l'empêche de ressentir toute sensation au niveau de son pied lors de la finale, disputée sous antalgiques.
Edi Hrnic remporte tous ses combats au cours du tournoi européen de qualification olympique en mars 2024, lui permettant de participer pour la première fois de sa vie aux Jeux olympiques. Il devient alors le premier taekwondoïste danois à participer aux Jeux olympiques depuis 20 ans.
Aux Jeux olympiques de 2024, il bat Seif Eissa, avant d'être battu par le futur champion olympique Firas Katoussi en quarts de finale. Il bascule alors dans les repêchages, où il gagne son combat face à Leon Sejranovic, puis bat Seo Geon-woo pour décrocher la médaille de bronze. Il devient ainsi le premier taekwondoïste danois à obtenir une médaille olympique. 